# Jacob Best
Johann Jacob Best  (* 1. Mai 1786 in Mettenheim; † 26. Februar 1861 in Milwaukee) war ein deutscher Unternehmer und Brauer. Er war Gründer der Best and Company, welche später als Pabst Brewing Company bekannt wurde.

## Leben
Best erlernte in Mettenheim das Brauhandwerk und eröffnete dort eine Brauerei, die er bis zu seiner Auswanderung 1844 betrieb. Seine Eltern waren Johann Lorentz Best (* 29. März 1759 Schornsheim) ⚭ 13. Mai 1783 in Mettenheim Eva Maria Zatzmann (* 9. März 1752 Mettenheim). 1842 emigrierten seine Söhne Jacob Best, Jr. und Charles in die USA und ließen sich in Kilbourntown, einer der ersten Siedlungen Milwaukees, nieder. Dort gründeten sie die Empire Brewery.
Best folgte mit seinen Söhnen Phillip und Lorenz 1844. Gemeinsam betrieb die Familie die Empire Brewery, welche bald in Best and Company (auch Best and Sons) umbenannt wurde. Die Brauerei lag an der Chestnut Street. Neben Bier stellte die Familie auch Whiskey und Essig her. Um den steigenden Bedarf an Bier decken zu können, stiegen sie aus dem Whiskey- und Essiggeschäft aus.
1850 verließen die Söhne Charles und Lorenz den Familienbetrieb und gründeten eine eigene Brauerei, die Plank Road Brewery, welche später als Miller Brewing Company bekannt wurde.
Best ging 1853 in den Ruhestand und übertrug die Leitung der Brauerei seinem Sohn Phillip. Dieser benannte die Brauerei sechs Jahre später in Phillip Best Brewing Company um. Die Brauerei änderte 1889 ihren Namen in Pabst Brewing Company.
In seinem Ruhestand betätigte sich Best als Lokalpolitiker. Er war unter anderem als Schulbeauftragter tätig.
Jacob Best ist auf dem Forest Home Cemetery in Milwaukee begraben.

## Familien
Jacob Best war mit Eva Maria Schmidt (* 29. April 1790 Mettenheim; † Sept. 1867 Milwaukee) verheiratet. Gemeinsam hatten sie vier Söhne und zwei Töchter:
- Lorenz Best (* 1809 Mettenheim; † 1853)
- Jacob Best, Jr. (* 1811 Mettenheim; † 16. Nov. 1870)
- Frederick Charles Best (* 26. Jan. 1812 Mettenheim; † Sept. 1877 Milwaukee)⚭ Anna Margaretha Kleinschrod (* 20. Okt. 1822; † 13. Okt. 1889)
  - Margarethe Best (* 28. Mrz. 1840 Mettenheim; † 23. Aug. 1915)
  - Philip Best (* 3. Dez. 1853 Milwaukee; 7. Okt. 1907)
- Phillip Best  (* 26. Oktober 1814 Mettenheim; † 1869 Altenglan) ⚭ 20. Feb. 1841 Anna Maria (Marie) Muth (* 2. Feb. 1823 Sandhof bei Eich (Rheinhessen), Worms[5]; † 10. Jun. 1871)
  - Maria Best (* 16. Mai 1841 Mettenheim; † 3. Okt. 1906 Milwaukee)[6] ⚭ 1862 Friedrich (Frederick) August Pabst. Er übernahm 1864 die Hälfte der Philip Best Brewing Company.[7]
  - Elisabeth/Lisette Best (* 4. Sep. 1848; † 1905) ⚭ 1866 Emil Schandein. Er bekleidete von 1873 bis zu seinem Tod 1888 das Amt des Vizepräsidenten der Philip Best Brewing Company.
  - Heinrich Best (* 20. Feb. 1853)
- Marie Best (* 12. Dez. 1823 Mettenheim; † 10. Sep. 1898 Milwaukee)
- Margaretha Best (* 1825 Mettenheim) ⚭ Moritz Schöffler (* 1813 Zweibrücken; † 1875), emigrierte 1842 in die USA und druckte dort die erste deutschsprachige Zeitung in Wisconsin.[8]